# 배나무속
배나무속(Pyrus)은 장미과의 한 속이다. 배나무속 과일을 "배"라고 부른다.

## 역사
배나무의 기원지는 중국 서부, 혹은 남서부로 추정된다. 한국으로 배가 들어온 경로는 요동반도와 백두대간이다. 지금도 백두대간의 산악지역에는 아름드리 배나무가 많이 분포하고 있다. 한국의 남해안에서 일본으로 배가 전파되기도 하였다. 현재 과일을 위하여 재배하는 배나무는 동양계로 남방형인 한국배와 북방형인 중국배 그리고 유럽계인 서양배로 크게 3종류로 구분하고 있다.
한국에 자생하는 배나무는 재래종인 콩배와 함께 가장 널리 재배되는 돌배, 그리고 중국배의 근간인 산돌배가 있다. 또한 야생종으로 전남 광양의 백운산에 자생하는 백운배, 전북 위봉산의 '위봉배', 해남 두륜산의 '들배', 남해 용문산의 '용문배'가 있다. 배나무의 재배에 관하여는 삼국시대와 신라시대의 문헌에 기록이 남아있다.
한국에서는 품종육성의 노력으로 '단배'를 처음으로 '황금배', '추황배', '원황', '만풍배' 등의 품종이 육성되었다.

## 종류
- 콩배나무 (Pyrus calleryana var. fauriei) (C.K.Schneid.) Rehder
- 서양배 (Pyrus communis) L.
- 청위봉배나무 Pyrus pseudocalleryana Uyeki
- 개위봉배나무 Pyrus pseudouipongensis Uyeki
- 돌배나무 Pyrus pyrifolia (Burm.f.) Nakai
  - 배나무 Pyrus pyrifolia var. culta (Makino) Nakai
- 산돌배나무 Pyrus ussuriensis Maxim. var. ussuriensis
  - 취앙내 Pyrus ussuriensis var. acidula (Nakai) T.B.Lee
  - 금강산돌배 Pyrus ussuriensis var. diamantica Uyeki
  - 백운배나무 Pyrus ussuriensis var. hakunensis (Nakai) T.B.Lee
  - 참배 Pyrus ussuriensis var. macrostipes (Nakai) T.B.Lee
  - 남해배나무 Pyrus ussuriensis var. nankaiensis (Nakai) T.B.Lee
  - 청실리 Pyrus ussuriensis var. ovoidea Rehder
  - 털산돌배 Pyrus ussuriensis var. pubescens Nakai ex Kawamoto ex Nakai
  - 문배 Pyrus ussuriensis var. seoulensis (Nakai) T.B.Lee
  - 합실리 Pyrus ussuriensis var. viridis T.B.Lee
- 들배나무 (Pyrus uyematsuana) Makino

## 배즙
배즙은 배를 갈아서 나온 즙을 가리킨다. 소화가 잘 되고 마시면 목이 좋아져 음용하거나 요리에 첨가하는 등 널리 사용된다. 배는 동의보감, 본초강목 등 한의학 서적에서는 폐를 보호해주고, 기침을 억제해 감기와 기관지 질환, 가래에 효과가 있다고 적혀있다. 배즙은 기호에 따라 도라지, 생강, 인삼 등을 같이 갈아서 마시기도 한다.

## 참고 문헌
- 우리 배 이야기, 2003년, 농촌진흥청 원예연구소

1. ↑  National Academies of Sciences, Engineering, and Medicine; Health and Medicine Division; Food and Nutrition Board; Committee to Review the Dietary Reference Intakes for Sodium and Potassium (2019). 〈Chapter 4: Potassium: Dietary Reference Intakes for Adequacy〉.   Oria, Maria; Harrison, Meghan; Stallings, Virginia A. 《Dietary Reference Intakes for Sodium and Potassium》. The National Academies Collection: Reports funded by National Institutes of Health. Washington, DC: National Academies Press (US). 120–121쪽. doi:10.17226/25353. ISBN 978-0-309-48834-1. PMID 30844154. 2024년 12월 5일에 확인함.
2. ↑  United States Food and Drug Administration (2024). “Daily Value on the Nutrition and Supplement Facts Labels”. 《FDA》. 2024년 3월 27일에 원본 문서에서 보존된 문서. 2024년 3월 28일에 확인함.